# Metaetica
Il termine metaetica, entrato in uso corrente nel vocabolario filosofico anglofono nel corso del XX secolo, è usato per indicare la riflessione sulla natura e sullo status dell'etica stessa. Se l'etica è il discorso di primo ordine che articoliamo tipicamente con frasi come "questo è buono", "dovresti agire così", "uccidere è sbagliato", "mantenere le promesse è giusto", la metaetica è un discorso di secondo ordine che ha come oggetto il discorso di primo ordine. In questo senso, la metaetica si occupa delle questioni filosofiche relative al discorso di primo ordine, senza fornire una risposta diretta a quesiti genuinamente morali. Non si chiede quali cose sono buone, ma si chiede cosa significa asserire che alcune cose sono buone.

## Le domande della metaetica
Si possono individuare quattro aree di competenza della metaetica. Essa può interrogarsi circa la semantica delle espressioni morali. Si chiede, per esempio, quale oggetto di pensiero possa designare la parola 'buono' (G. E. Moore 1903). In secondo luogo, essa può interrogarsi sull'epistemologia morale. Può chiedersi per esempio se sappiamo che uccidere è sbagliato sulla base dell'osservazione empirica o sulla base di una forma di intuizione a priori. In terzo luogo, si pone problemi di filosofia della mente. Che stati mentali esprimiamo attraverso l'uso di frasi contenenti espressioni etiche? Quando dico che 'torturare gli animali è sbagliato' sto esprimendo una credenza che può essere vera o falsa oppure sto dando espressione o uno stato conativo (desiderio) che gli animali non vengano torturati? Infine, essa si interroga sulla metafisica delle espressioni morali. Esistono delle proprietà morali nel mondo, indipendenti dal punto di vista umano, che possono giustificare la correttezza di alcuni giudizi morali rispetto ad altri (realismo) oppure le espressioni morali non fanno altro che proiettare entità fittizie in un mondo costituito solo di proprietà non-valutative (anti-realismo)? 
La metaetica va distinta dall'etica normativa, che si occupa di fornire dei metodi di giustificazione o dimostrazione dei giudizi etici veri e propri. Secondo la tripartizione classica, le maggiori opzioni normative risultano il deontologismo, l'utilitarismo e l'etica delle virtù.  L'etica normativa deve essere a sua volta distinta dall'etica applicata che, sebbene condivida con la prima la natura di discorso di primo ordine, si occupa di quesiti etici particolari, la risposta ai quali può essere cercata attraverso il riferimento a uno dei metodi generali offerti dall'etica normativa.